# Gilgel Gibe I Power Station
Gilgel Gibe I Power Station är ett vattenkraftverk i Etiopien. Det ligger i den centrala delen av landet, 210 km sydväst om huvudstaden Addis Abeba. Gilgel Gibe I Power Station ligger 1 655 meter över havet.
Terrängen runt Gilgel Gibe I Power Station är kuperad österut, men västerut är den platt. Gilgel Gibe I Power Station ligger nere i en dal. Runt Gilgel Gibe I Power Station är det ganska tätbefolkat, med 155 invånare per kvadratkilometer. I omgivningarna runt Gilgel Gibe I Power Station växer huvudsakligen savannskog.